# Blauwbrug
De Blauwbrug (brug 236) in Amsterdam is een vaste brug in Amsterdam-Centrum.

## Ligging
Ze verbindt de Amstelstraat met het Waterlooplein. Ze overspant daarbij de Amstel. In de directe omgeving liggen de Stopera, de Mozes en Aäronkerk, de Hermitage Amsterdam en de Waterloopleinmarkt.

## Geschiedenis
Hier lag een houten ophaalbrug tussen de stad en het eiland Vlooienburg. Zij had toen net als andere bruggen over de Amstel de vorm van de Magere Brug. Het gemeentebestuur van Amsterdam wilde een nieuwe brug in verband met het laten rijden van een tramverbinding. Ze wilde daarbij een brug van luxe aanzien, mede om te kunnen pronken tijdens de Koloniale Tentoonstelling van 1883. Architect Bastiaan de Greef en zijn assistent Willem Springer werd gevraagd met een ontwerp te komen ("op dat schoone punt eene eenigszins monumentale brug"). Zij kwamen met een brug in de stijl van de Alexandre III brug uit Parijs. De zoon van Willem Springer, Jan Springer, maakte ontwerpen voor versieringen. Een probleem daarbij was dat als de bogen van de Alexandre III overgezet werden naar Amsterdam de brug in de modder zou wegzakken, er werd derhalve gekozen voor kortere bogen. Wat wel meekwam naar Amsterdam zijn de stevige brugpijlers, in Parijs nodig om ijsschotsen in de snelstromende Seine van de brug af te houden, maar in wezen nutteloos in de traag stromende Amstel. De brug werd in 1883 opengesteld. Zij wordt sindsdien gezien als een van de markantste bruggen van de stad, ondanks dat de brug diverse malen aangepast moest worden. Na opening barstte kritiek los, de brug werd te pompeus gevonden voor Amsterdam.
Bij de restauratiewerkzaamheden in 1938/1939 werd bruggenarchitect Piet Kramer ingeschakeld. Hij moest ervoor zorgen dat de ijzeren liggers vervangen werden door betonnen liggers om het toegenomen (zwaarder) verkeer te kunnen dragen. De brug viel in de route vallend onder de nota "Voorlopig schema van verkeersverbeteringen". De brug mocht daarbij niet zwaarder worden, men had angst dat bij een (nog) zwaardere belasting ook de fundering vernieuwd moest worden. De brug kreeg toen een enigszins ander uiterlijk (wijder uitzicht op de rivier, brugschilden verdwenen). Zijn wijzigingen in het uiterlijk werden overigens in 1999 bij een nieuwe restauratie weer teruggedraaid, ook kreeg zij toen haar oorspronkelijk blauwe uiterlijk weer terug.
Van 1903-2018 reed tramlijn 9 over de brug. In 1982 is lijn 14 daarbij gekomen.

## Trivia
Op 30 april 1980, de dag waarop prinses Beatrix werd ingehuldigd als koningin van Nederland, vonden hier rellen plaats tussen krakers en de ME. Op dit treffen baseerde A.F.Th. van der Heijden het verhaal voor zijn roman De slag om de Blauwbrug.

## Naam
De naam Blauwbrug is afkomstig van de bijnaam van de oude bruggen die hier voor 1883 lagen, zij hadden blauwe leuningen. In de loop der jaren had de brug nog andere bijnamen. Koning Willem III der Nederlanden wilde de brug in 1839 'Sophiabrug' noemen naar zijn vrouw Sophie van Württemberg. De bijnaam Leeuwenbrug geeft aan dat er vermoedelijk ooit leeuwenkoppen te zien waren aan de houten brugleuningen. 'Bloubrik' is de naam voor de brug in het Jiddisch. Hij vormde een toegang tot de vroegere Jodenbuurt. De naam komt voor in tal van Jiddische gezegden; allemaal over hoe iemand nooit loskomt van zijn achtergrond.

## Kunst
Frans V. Smit legde een verband tussen de weelderige lantaarns op de brug en die op Place de la Concorde. Voorts wijst hij op overeenkomsten met de Schloßbrücke in Berlijn met haar gietijzeren versierselen. Op de blauwbrug werd dat vertaald naar acht granieten pylonen met kalkstenen balustrades. De pylonen zijn afgewerkt met keizerskronen. Johannes Leendert Scherpenisse heeft tussen 1905 en 1913 de Blauwbrug veelvuldig gefotografeerd.

## Afbeeldingen

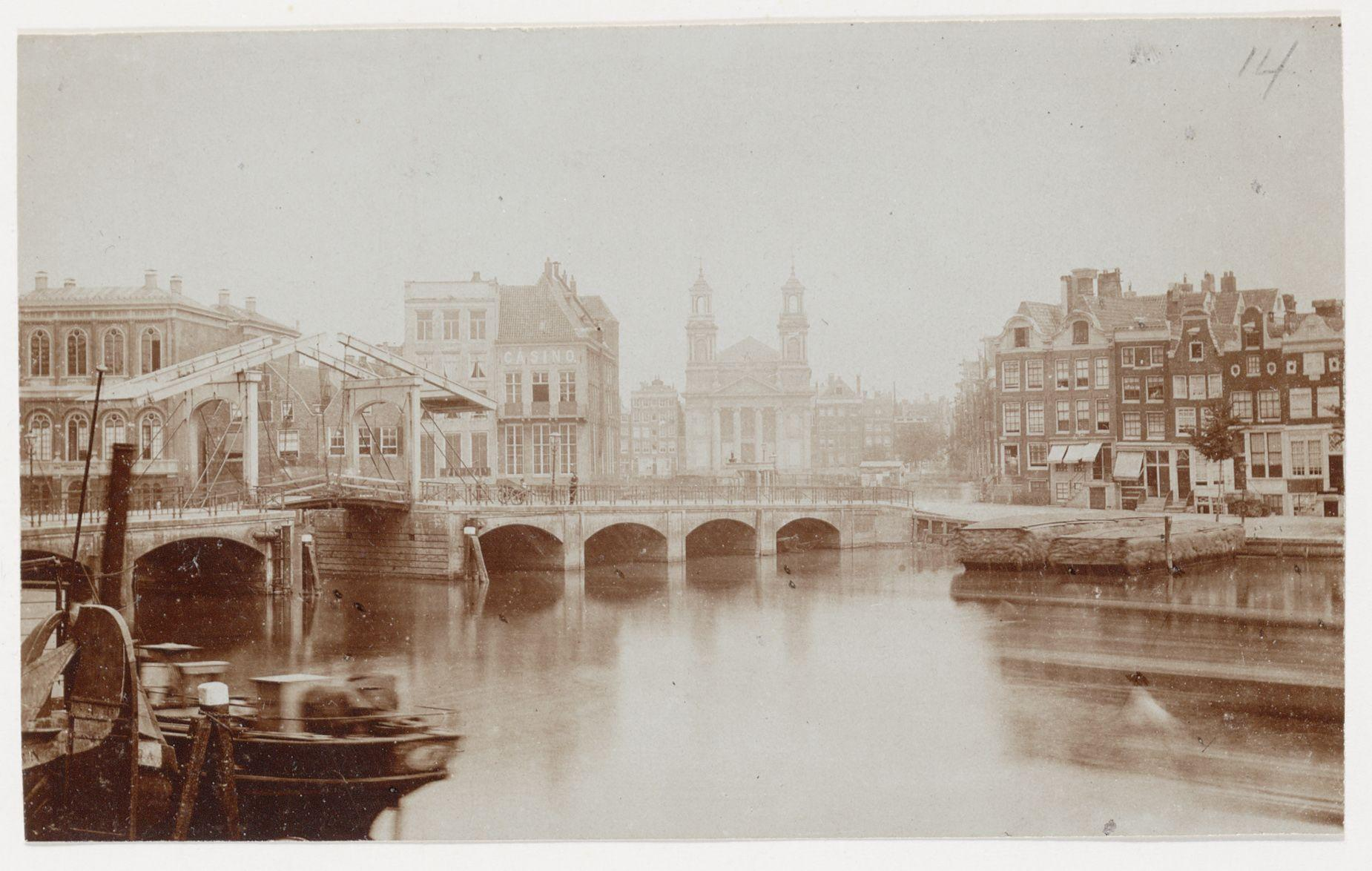
De Blauwbrug voor 1883
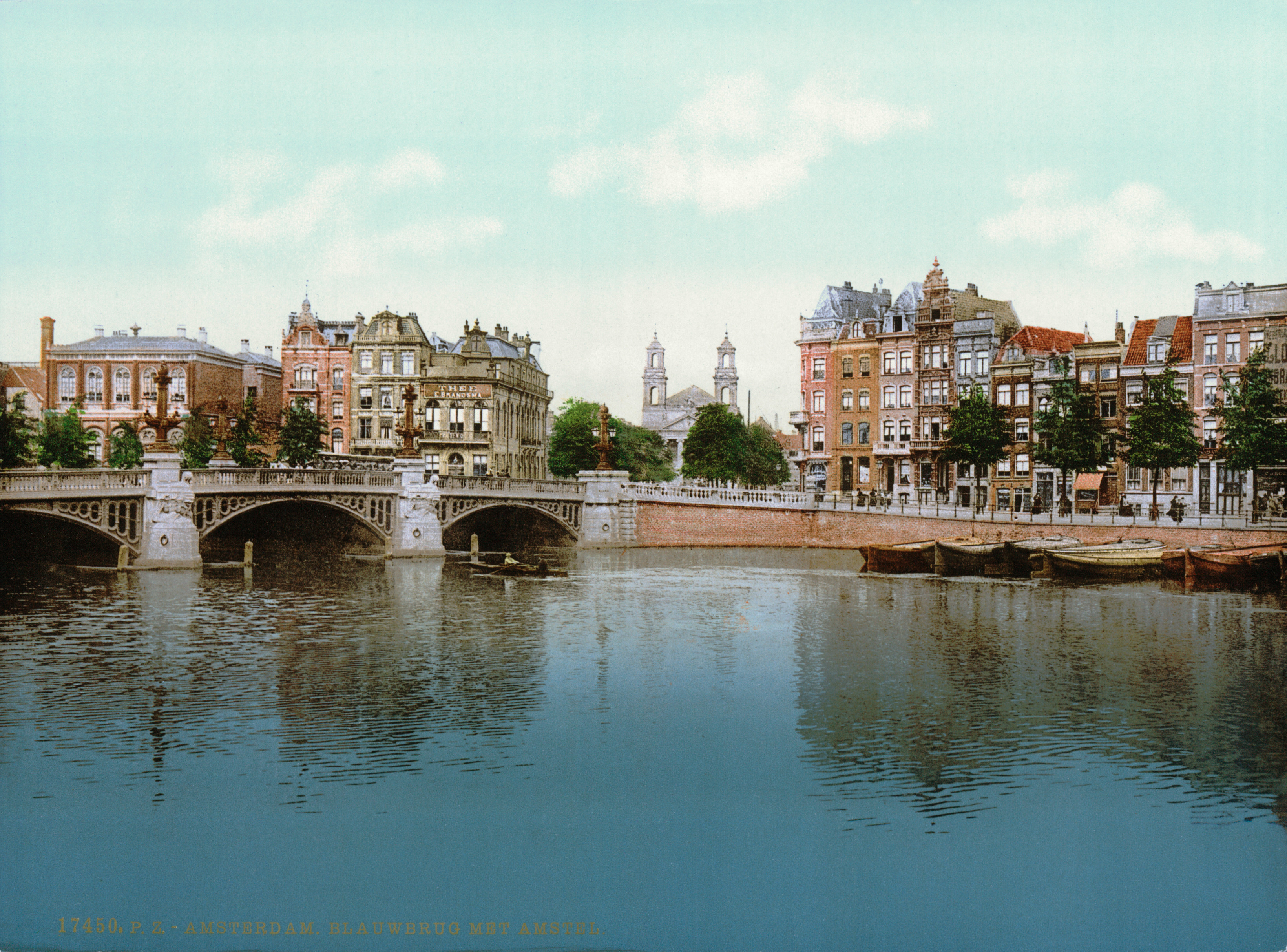
De Blauwbrug circa 1890-1900
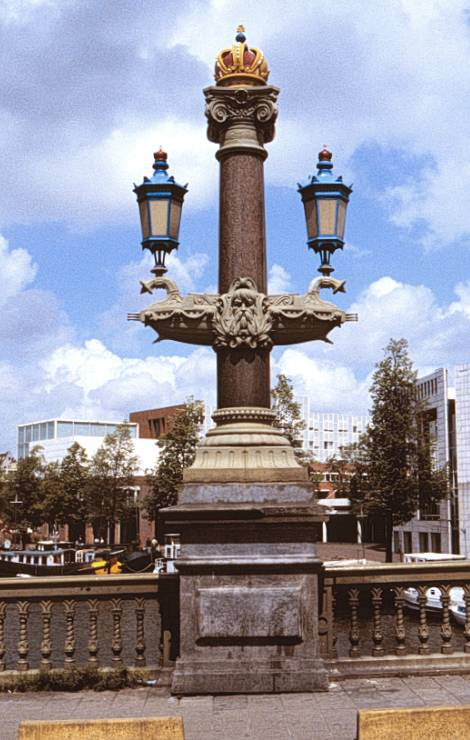
Monumentale lantaarn, een Columna rostrata met Keizerskroon op de Blauwbrug
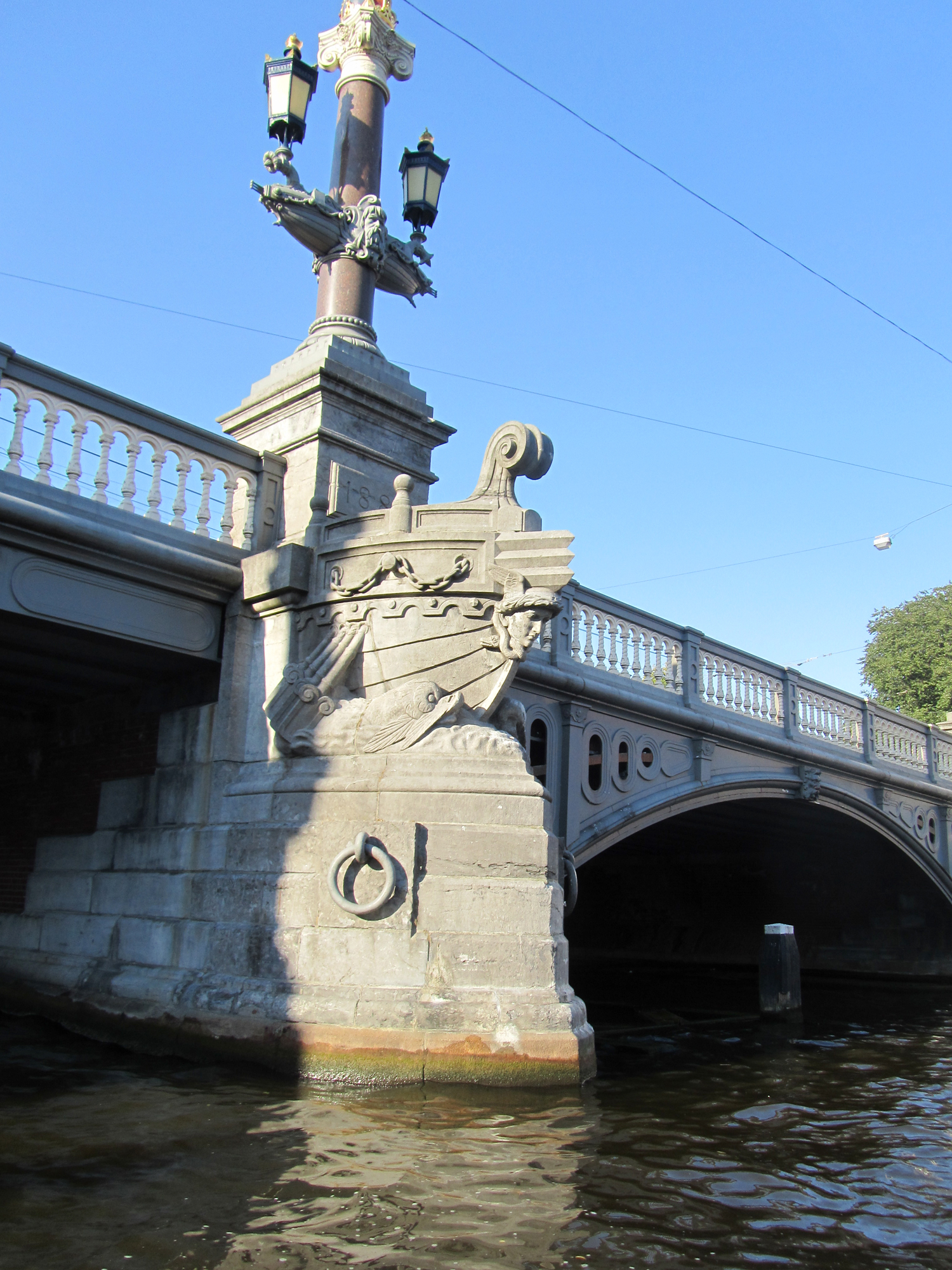
Zuidkant van de Blauwbrug gezien vanaf de Amstel
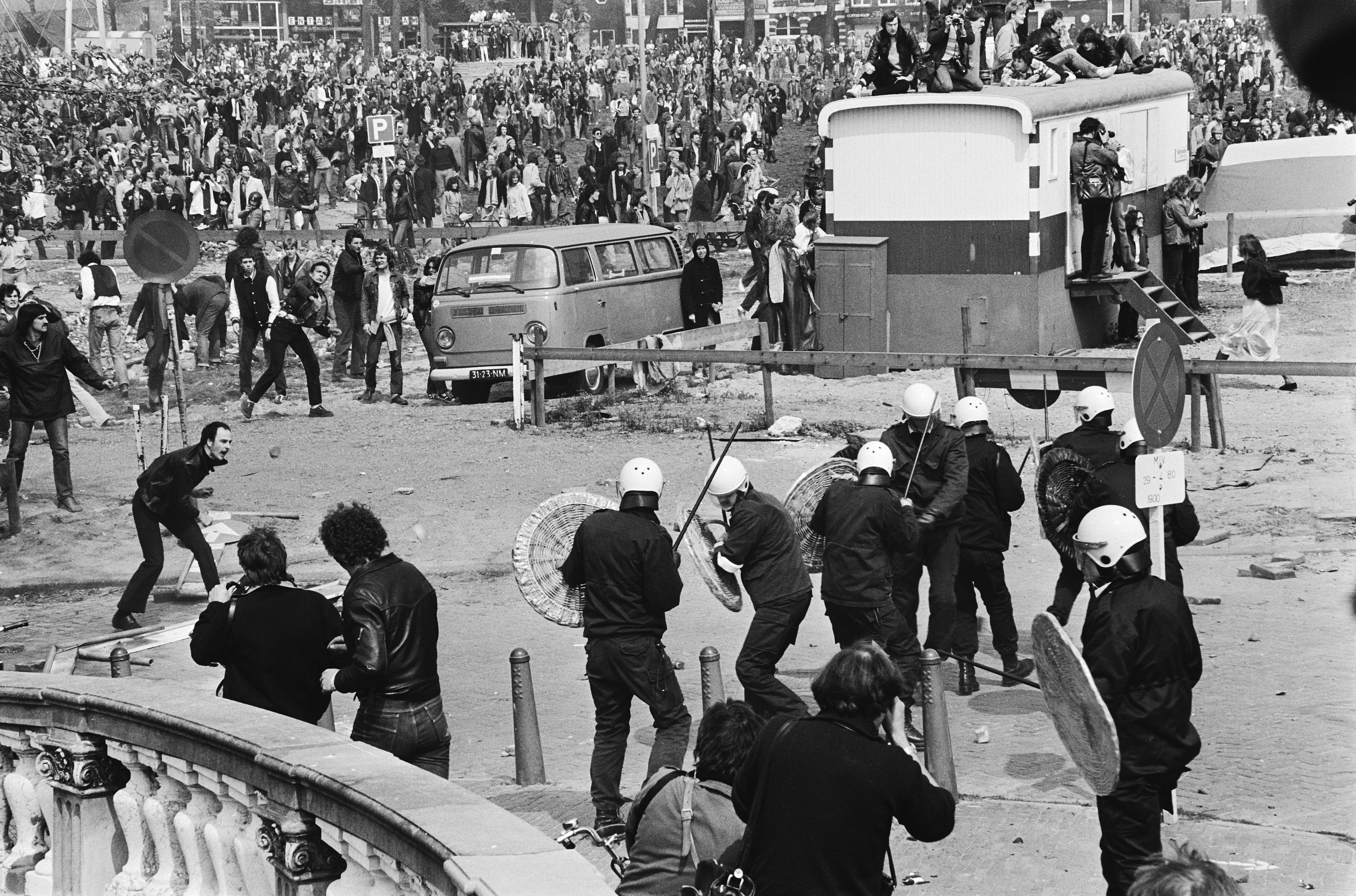
Slag om de Blauwbrug (1980)
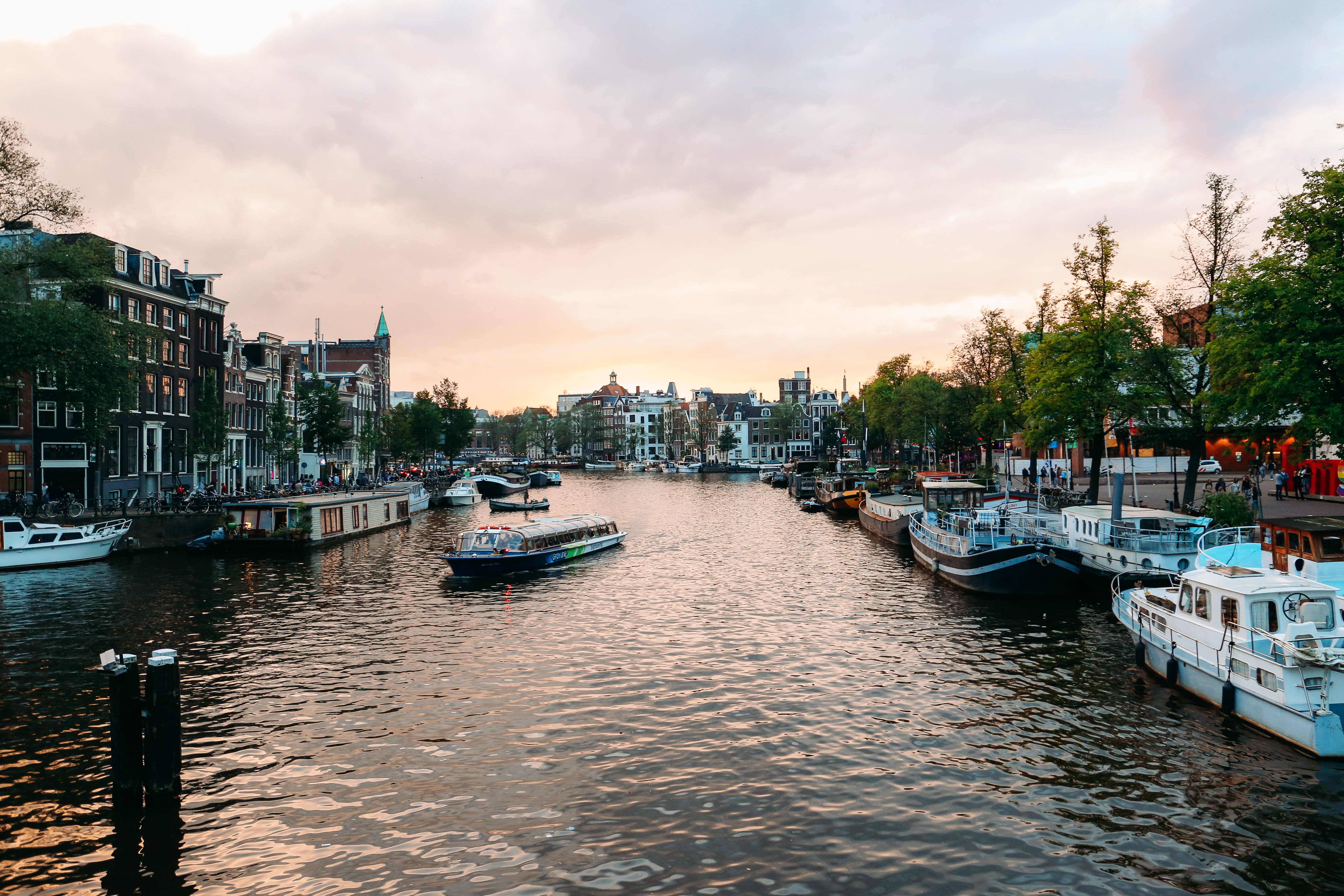
Uitzicht op de Amstel vanaf de Blauwbrug (2017)
De Blauwbrug - op de achtergrond de witte voorgevel van de Stopera (2023)

<<< · 200 · 201 · 202 · 203 · 204 · 205 · 206 · 207 · 208 · 209 ·  210 · 211 · 212 · 213 · 214 · 215 · 216 · 217 · 218 · 220 · 221 · 222 · 223 · 224 · 225 · 226 · 227 · 228 · 228P · 229 · 230 · 231 · 232 · 233 · 234 · 235 · 236 · 237 · 238 · 239 ·  240 · 241 · 242 · 243 · 244 · 245 · 246 · 247 · 248 · 249 ·  250 · 251 · 252 · 253 · 254 · 255 · 256 · 257 · 258 · 259 · 260 · 261 · 262 · 263 · 264 · 265 · 266 · 267 · 270 · 271 · 272 · 273 · 274 · 275 · 277 · 278 · 279 · 280 · 281 · 283 · 285 · 286 · 287 · 288 · 289 · 290 · 291 · 292 · 293 · 295 · 296 · 297 · 298 · 299 · >>>
Brugnummers 219, 268, 269, 276, 282, 284, 294 zijn niet (meer) in omloop.